# Julie Delafosse
Pour les articles homonymes, voir Delafosse.
Julie Delafosse est une actrice française née le 11 juin 1975 à Challans en Vendée.
Sa carrière d'actrice commence alors qu'elle a 20 ans, en décrochant un petit rôle dans la série télévisée Une femme d'honneur sur TF1.
Elle est connue pour avoir incarné le personnage de Coco, dans les saisons 2 et 3 de la série humoristique Blague à part, sur Canal+.
Elle est l'ex-compagne de Louis Bertignac, avec qui elle a eu deux enfants : Lola (née en 2004) et Lili (née en 2007).

## Filmographie

### Télévision
- 2008 : Une femme d'honneur - épisode L'ange noir (série télévisée) : Lola
- 2007 : La Lance de la destinée - saison 1 épisode 2 (TV Mini-Séries) : L'Infirmière
- 2003 : Blague à part - épisodes 31, 34, 37, 39 et 54 (série télévisée) :  Coco
- 2003 : Une preuve d'amour, téléfilm de Bernard Stora : Noémie
- 2003 : Péril imminent, téléfilm  de Christian Bonnet : Alice Marchal
- 2002 : Vérité oblige  - épisode : Belle de nuit  (série télévisée) : Aurélie
- 2002 : Crimes en série  - épisode : La pêcheresse  (série TV) : Mathilde
- 2002 : Alice Nevers, le juge est une femme - épisode : Les délices du palais (série télévisée) : Sophie
- 2001 : L'Inconnue du Val-Perdu, téléfilm de Serge Meynard : Olivia
- 1998 : Les Vacances de l'amour - épisode : L'amnésique (série télévisée) : Élodie
- 1998 : Les Années fac - épisode : Le pilote (série TV) : Nathalie
- 1997 : À chacun son tour, téléfilm de Jean-Jacques Kahn : Maryse à 15 ans
- 1996 : Une femme d'honneur - épisode pilote  Lola, Lola (série TV) : Claire Moynet

### Courts métrages
- 2004 : Amateur, court-métrage de Eric Pinéda : Emmanuelle
- 2004 : Pour le temps que ça dure, court-métrage de Cyril Bedel

### Cinéma
- 1999 : Extension du domaine de la lutte de Philippe Harel : La pseudo Véronique